# Euphorbia agraria
Euphorbia agraria es una especie fanerógama perteneciente a la familia Euphorbiaceae. Es originaria de Noruega, E. & SE. de Europa , W. Turquía y Transcaucasia.

## Taxonomía
Euphorbia agraria fue descrita por Friedrich August Marschall von Bieberstein y publicado en Flora Taurico-Caucasica 1: 375. 1808.
Etimología
Euphorbia: nombre genérico que deriva del médico griego del rey Juba II de Mauritania (52 a 50 a. C. - 23), Euphorbus, en su honor – o en alusión a su gran vientre –  ya que usaba médicamente Euphorbia resinifera. En 1753 Carlos Linneo asignó el nombre a todo el género.
agraria: epíteto latino que significa "que crece en los campos".
Sinonimia
- Euphorbia agrorum Willd. ex Ledeb.
- Euphorbia euboea Halácsy
- Euphorbia nitens Trevir.
- Euphorbia subhastata Vis. & Pancic
- Euphorbia thyrsiflora Griseb.
- Euphorbia transsilvanica Schur
- Tithymalus agrarius (M.Bieb.) Klotzsch & Garcke[4][5]